# شامبلو
شامبلو (بالإنجليزية: Shambleau)‏ هي قصة للكاتبة الأمريكية كاثرين لوسيل مور. وظهرت أول مرة عام 1933 في سلسلة حكايات غريبة. تتحدث القصة عن البطل (نورث ويست) والذي يظهر كثيرا في قصص الكاتبة كاثرين لوسيل مور والذي يرى فتاة تتم مطاردتها من قبل سكان المدينة على إحدى الكواكب فيقوم بانقاذها ولكنه يتفاجا ان الحشد من الناس لا يغضب عليه بل يشعرون بالاسى من اجله، فياخذها إلى شقته وبعد فترة يظهر ان هذه الفتاة لديها مجسات في راسها تشبه الافاعي التي لدى ميدوسا في الاساطير الاغريقية وتقوم بالتغذى على طاقة حياة الاشخاص وبعدها يموتون بفترة ليست بالطويلة وتعطيهم نوعا من الإدمان والنشوة الجنسية حتى لا يبتعدون عنها، المهم ان البطل تبدا قوته بالانخفاض وتتدهور حالته إلى ان ياتي أحد اصدقائه وهو من كوكب فينوس ويقوم بانقاذه لانه يعرف هذه المخلوقات التي تسمى بال «شامبلو» ويقوم بقتلها ثم يخبر البطل بان اسطورة ميدوسا على الأرض كانت بطلتها إحدى مخلوقات الشامبلو التي اتت إلى الأرض قبل مئات السنين.